# Animal X
Animal X a fost o formație românească de muzică pop/dance, înființată în anul 1999, este prima trupă din țară care a fost premiată la MTV Europe Music Awards. Trupa a lansat 8 albume de studio și mai multe hit-uri printre care: „N-am crezut”, „Iubirea mea”, „Pentru ea”, „Fără tine”, „Să pot ierta”, „Mai mult ca oricând”, „Băieți derbedei”, „Balada”, „Nisip purtat de vânt”.

## Componență
- Șerban Miron Copoț (Hienă) - n. 2 iulie 1981 - voce principală, dans (ulterior prezentator al emisiunii iUmor).
- Alexandru Sebastian Salaman (Șopârlă) - n. 8 februarie 1982 - voce secundară, clape, dans (a părăsit trupa în 2010).
- Laurențiu Mihai Penca (Vierme) - n. 5 septembrie 1983 - voce secundară, sintetizator, dans
- George Valentin Belu (Martzianu) - n. 28 iulie 1983 - chitară (ulterior bucătar)
- Lazăr Cercel (Tzapu) - n. 28 noiembrie 1981 - chitară bas
- Cătălin Florea (Țețe) - n. 25 septembrie 1983 - baterie ( a părăsit trupa, actual toboșar - Delia)
- Alexandru Ivanuș (Greiere) - n. 29 septembrie 1986 - baterie

## Istoric
2000
- Prima apariție oficială a formației „Animal X” compusă din Vierme, Șopârlă și Hienă la televiziunea constănțeană “TV Neptun”.
- Apare primul album al trupei, intitulat simplu „Animal X”.

- Apare „N-am crezut”, primul single românesc care reușește să stea în Top100 timp de 18 săptămâni.

- Are loc turneul „Mileniul 3”, cuprinzând 21 de orașe și aproximativ 940.000 de spectatori.

- Single-ul  „Iubirea mea” are cea mai rapidă urcare de până atunci în topurile românești.

- Al doilea mare turneu al trupei, „Generația Internet”, desfășurat în 36 de orașe, estimând 1,4 milioane de spectatori.

2001
- Apare albumul  „Level 2”.

- Single-ul “Pentru ea” rămâne pe primul loc în "Romanian Top 100" timp de 5 săptămâni.

- Single-ul "Fără tine" rămâne pe primul loc în "Romanian Top 100" timp de 4 săptămâni.

- Premiul pentru “Cea mai bună trupă dance” la Festivalul Mamaia 2001.

- Premiul pentru “Cel mai bun artist dance” la Premiile Industriei Muzicale 2001.

- Apare albumul “Virtual”.

- Piesa “Să pot ierta” este primul single românesc care se menține timp de 23 de săptămâni în topurile radiourilor românești, și de asemenea rămâne pe primul loc în "Romanian Top 100" timp de 3 săptămâni.

- Premiul pentru “Cel mai bun house” la Premiile Industriei Muzicale 2001.

2002
- Apare albumul “Revolution”.

- Premiul “Cea mai bună trupă dance” la Premiile Industriei Muzicale 2002.

- Premiul “Best Romanian Act” la EMA Barcelona, primul premiu de acest fel luat de o trupă din România.

- Are loc “Turneul Muzical Antidrog” desfășurat în 34 de orașe, având peste 2,2 milioane de spectatori.
- Postul internațional de știri CNN afirma la acel moment că „este cea mai mare campanie de tip social din Europa de Est” organizată.

2003
- Patru nominalizări importante și premiul pentru „Cel mai bun album” la premiile muzicale "MTV România 2003".

2004
- Lansarea albumului  „FunRaptor”.

2005
- Animal X reprezintă România la „Festivalul European Chinez" care a avut loc la Opera Română din București, transmis în direct de CC TV și Shanghai TV.

- Celor trei membri ai trupei li se alătură Martzianoo (chitară), King Tzapu (chitară bas) și Tzetze (baterie).

2006
- Apare albumul „Băieți Derbedei”.

- Premiul pentru “Best featuring” la “Romanian Top Hits” organizat la Bacău.

- Participarea la festivalul internațional de muzică urbană „Zaragoza Global”, care a avut loc în Spania.

- Cei 6 membri ai trupei se implică în sprijinirea tinerilor și fondează ONG-ul „Generația Verde”.

2007
- Se lansează primul album “Best of” al trupei, care cuprinde toate hiturile primilor 10 ani de existență.

- Premiul “Best rock” la Romanian Top Hits organizat pentru a doua oară la Bacău.

- Casa de discuri "Nova Music" acordă trupei 5 discuri de diamant pentru vânzări excepționale în intreaga carieră și un disc de aur pentru albumul „Best of”.

2008
- Începând cu luna ianuarie 2008, Greiere devine noul toboșar al trupei.

- septembrie - Animal X semnează cu casa de discuri "MediaPro" pentru noul album.

- octombrie - apare al 8-lea album al trupei, „Sâmbure de drac”.

- noiembrie - este lansat primul single de pe album, „Nisip purtat de vânt”.

2009
- Premiul „Confidențial” pentru succesul piesei “Nisip purtat de vânt”.

2010
- În prima lună din an Șopârlă părăsește Animal X și se dedică ulterior unui proiect solo, lansând piesa "Losing My Mind".

- Apare noul single Animal X, „Love philosophy".

- Peste 100 de concerte în cadrul spectacolului „4U" la Circ&Variete Globus, în perioada 20 martie - 6 iunie.

2011
- Apare noul single "Unii dintre noi", un featuring cu J.Yolo.

- În vară se lansează un nou single, "Star Collision".

2012
- Pe 1 martie, ca un cadou de mărțișor din partea trupei, apare piesa "Doar tu și eu", ce beneficiază și de un videoclip.
- Spre finalul verii este lansată o nouă piesă, "Povestea Noastră", căreia i se filmează și un clip vesel și optimist.
- În octombrie, Șerban Copoț participă la cel de-al 13-lea sezon al emisiunii "Dansez pentru tine" având-o ca parteneră pe Valentina Hainăroșie.

2013
- Șerban Copoț participă la cel de-al treilea sezon al emisiunii "Te cunosc de undeva".
- Pe 1 iunie se lansează noua piesă Animal X, "Let it go", un featuring cu Sonny Flame.
- Din septembrie, Șerban Copoț participă la emisiunea Masterchef - Proba Celebritații.
- Pe 2 decembrie apare noul videoclip, "Strălucesc la fel".

2014
- Pe 3 aprilie, trupa a ținut un moment special în cadrul ZU Music Awards, sărbătorind astfel cei 15 ani de existență.

2016
- Pe 15 mai se lansează ultima piesă, intitulată „Poate ține cu noi”.
- Ulterior, cei trei membri rămași ai trupei decid să se separe, iar Animal X se destramă.

## Discografie
| Albume de studio - Animal X (2000 - Nova Music) - Level 2 (2001 - Nova Music) - Virtual (2001 - Nova Music) - Revolution (2002 - Music&Music) - FunRaptor (2004 - A&A Records) - Băieți derbedei (2006 - Nova Music) - BEST OF (2007 - Nova Music) - Sâmbure de drac (2008 - MediaProMusic) | Piese extrase \| Single-uri - N-am crezut (2000) - Iubirea mea (2000) - Pentru ea (2001) - Fără tine (2001) - Să pot ierta (2002) - Mai mult ca oricând (2002) - Pe net (2004) - Mai departe de cer (2004) - Băieți derbedei (feat. Pacha Man) (2005) - Scrisoare de la mare (2005) - Ca la început feat. Corina (2006) - Balada (2006) - Sâmbure de drac (2008) - Nisip purtat de vânt (2008) - Love philosophy (2010) - Star Collision (2010) - Unii dintre noi feat. J. Yolo (2011) - Doar tu și eu (2012) - Povestea noastră (2012) - Let it go feat. Sonny Flame (2013) - Strălucesc la fel (2013) - Poate ține cu noi (2016) |